# Vuelta Ciclista del Uruguay 2007

## Información
La 64ª edición de la Vuelta Ciclista del Uruguay se disputó del 30 de marzo al 8 de abril de 2007.
Participaron 20 equipos de Uruguay, 3 de Brasil y 1 de Argentina, totalizando 124 ciclistas.
Constó de 10 etapas, con una de ellas doble (un tramo en ruta y otro contrarreloj). Se recorrieron 1315 kilómetros. Y el vencedor fue el uruguayo Jorge Bravo.

## Desarrollo
La primera incidencia importante se produjo en la 3ª etapa, cuando un grupo de 17 corredores (Richard Mascarañas, Geovane Fernández, Sebastián Cancio , Christian Clavero, Gonzalo Tagliabúe, Jorge Soto, Jorge Bravo, Jair do Santos, Ramiro Cabrera, Milton Wynants, Aníbal Borrajo, Claudio Flores, Daniel Fuentes, Mariano De Fino, Mauricio Morandi, Alén Reyes y Diego Fernández) llegó escapado a Tacuarembó con una diferencia de 1' 23" sobre el segundo grupo en el que estaba el malla oro, Esteban Juckich.
El argentino Claudio Flores, (al servicio del Club Atlético Villa Teresa de Uruguay), se convirtió en el nuevo líder y se mantuvo hasta la contrarreloj.
En la crono de 22,4 kilómetros, Jorge Bravo realizó el mejor tiempo (31 '22") y Claudio Flores no pudo mantenerse al realizar el 12º tiempo a una diferencia de 2' 00" . Su compañero de equipo Sebastián Cancio, culminó 2º el tramo a tiempo y se ubicó en la misma posición en la Clasificación General a 11" de Jorge Bravo.
De allí en más, Sebastián Cancio solo pudo descontar 3" mediante las bonificaciones en las metas volantes y Jorge Bravo se convirtió en el ciclista con más edad en ganar la Vuelta del Uruguay (39 años, 4 meses, 11 días) y el segundo, oriundo de Trinidad (Flores), después de José Asconeguy.

## Equipos y Ciclistas Participantes
| Avaí Brasil | Guaymallén Argentina | Federación de San Pablo Brasil |
| - 1. Jair Do Santos - 2. Itamar Calado - 3. Rafael Silva - 4. Edson Corradi - 5. Rafael Gerahard - 6. Edson De Rezende           | - 7. David Talavera - 8. Javier Saavedra - 9. Juan Manuel Caballero - 10. Carlos Neira - 11. Guillermo López - 12. Pablo de León | - 13. Gerardo Fernández - 14. Gian Carlo Colaca - 15. Fabricio Morandi - 16. Mauricio Morandi                                                   |
| Sundown Brasil | Alas Rojas Uruguay | Amanecer Uruguay |
| - 17. Raúl Cançado - 18. Walter Ribeiro - 19. Mac Donald Trindade - 20. Alex Arseno - 21. Francisco Chamorro                     | - 29. Richard Mascarañas - 30. Gabriel Brizuela - 31. Mateo Sasso - 32. Edgar Palma - 33. Greco Moreira - 34. Luis Sepúlveda     | - 35. Raúl Turano - 36. Geovane Fernández - 37. José Luis Miraglia - 38. Héctor Aguilar - 39. Agustín Margalef - 40. Ricardo Guedes             |
| Asconeguy C.C. Uruguay | Champagnat Sprinter Uruguay | Con Los Mismos Colores Uruguay |
| - 41. Sergio Sartore - 42. Jorge Tajam - 43. José Martínez - 44. Renzo Iriarte - 45. Luis Lema                                   | - 46. Luis Revello - 47. Pablo Pintos - 48. Jorge Soto - 49. Luis Saavedra - 50. Marcelo Cádiz                                   | - 51. Mauricio Maquia - 52. Mariano De Fino - 53. Martín Ferreira - 54. Pedro Castex                                                            |
| Cruz del Sur Uruguay | Federación de Colonia Uruguay | Federación de Flores Uruguay |
| - 55. Daniel Fuentes - 56. Julián Olivera - 57. Mario Sasso - 58. Jorge Bravo - 59. Gonzalo Tagliabúe - 60. Wilder Miraballes    | - 61. Alejandro Aguiar - 62. Germán Aguiar - 63. Alejandro Couget - 64. Maximiliano Hernández - 65. Walter Rebollo               | - 66. William Mesa - 67. Gustavo Álvarez - 68. Horacio Runco - 69. Orlando Chávez                                                               |
| Federación de Paysandú Uruguay                                                                                                   | Fénix Uruguay | Nacional de Lavalleja Uruguay |
| - 70. Víctor do Santos - 71. Michel Viviani - 72. Oscar Pías - 73. Álvaro de Souza - 74. Gabriel Richard                         | - 75. César Berti - 76. Diego Fernández - 77. Marcelo de los Santos - 78. Aníbal Borrajo - 79. Cono Barrios - 80. Álvaro Suárez  | - 85. Leonardo Barrera - 86. Sergio Sínola - 87. Arturo Velázquez - 88. Iván Velázquez                                                          |
| C.C. Maldonado Uruguay | Olímpico Juvenil Uruguay | Policial Uruguay |
| - 89. Eleno Rodríguez - 90. Christian Clavero - 91. Joaho Calvo - 92. Guillermo Machado - 93. Federico Tort - 94. Gustavo Aquino | - 95. Christian Villanueva - 96. Jorge Mesa - 97. Matías Vidal - 98. Nazario Martín - 99. Emanuel Saldaño - 100. Javier Moreira  | - 101. Milton Wynants - 102. Alén Reyes - 103. Carlos Calcerrada - 104. Mauricio Alonso - 105. Edgardo Rodríguez                                |
| Pinares de Canelones Uruguay | 33 de San José Uruguay | Sauce Uruguay |
| - 106. Winston Tarragona - 107. Richard Russo - 108. Leonardo Fernández - 109. Federico Perfecto                                 | - 110. Emanuel Yáñez - 111. Fabián Revetria - 112. Esteban Juckich - 113. Oscar Revetria - 114. Milton García                    | - 115. Carlos Wares - 116. Rafael de Souza - 117. Mario Barnada - 118. Víctor González - 119. Antonio Luque                                     |
| Soledad de Tacuarembó Uruguay | Unión Ciclista de Treinta y Tres Uruguay                                                                                         | Villa Teresa Uruguay |
| - 120. Franco Galván - 121. Gregory Duarte - 122. Néstor Fagundez - 123. Leonardo Pintos - 124. Ramiro Cabrera                   | - 125. Néstor Aquino - 126. Martín Rodríguez - 127. Fernando Cardozo - 129. Richard Almeida - 128. Freddy Peralta                | - 130. Juan Andrés Ramírez - 131. Claudio Flores - 132. Carlos Ramírez - 133. Leonardo Márquez - 134. Nicolás Arachichú - 135. Sebastián Cancio |

## Etapas
| Etapa | Fecha       | Recorrido                          | km         | Ganador                           | Líder              |
| 1ª    | 30 de marzo | Canelones-Durazno                  | 130,3      | Francisco Chamorro(Sundown)       | Francisco Chamorro |
| 2ª    | 31 de marzo | Durazno-Trinidad-Paso de los Toros | 151,8      | Emanuel Saldaño(Olímpico Juvenil) | Esteban Juckich    |
| 3ª    | 1 de abril  | Paso de los Toros-Tacuarembó       | 142,4      | Richard Mascarañas(Alas Rojas)    | Claudio Flores     |
| 4ª    | 2 de abril  | Tacuarembó-Salto                   | -          | Anulada                           | Claudio Flores     |
| 5ª    | 3 de abril  | Salto-Paysandú                     | 150        | Christian Clavero(C.C. Maldonado) | Claudio Flores     |
| 6ª a  | 4 de abril  | Paysandú-Fray Bentos               | 122,1      | Héctor Aguilar(Amanecer)          | Claudio Flores     |
| 6ª b  | 4 de abril  | Mercedes                           | 22.4 (CRI) | Jorge Bravo(Cruz del Sur)         | Jorge Bravo        |
| 7ª    | 5 de abril  | Mercedes-Carmelo                   | 161        | Emanuel Yáñez(33 de San José)     | Jorge Bravo        |
| 8ª    | 6 de abril  | Carmelo-San José                   | 174        | Raúl Turano(Amanecer)             | Jorge Bravo        |
| 9ª    | 7 de abril  | San José-Trinidad                  | 116,7      | Milton Wynants(Policial)          | Jorge Bravo        |
| 10.ª  | 8 de abril  | Sarandí Grande-Montevideo          | 144,5      | Francisco Chamorro(Sundown)       | Jorge Bravo        |

## Clasificaciones Finales
| \| 1. \| Jorge Bravo \| Uruguay \| Cruz del Sur Uruguay \| 31h 38' 24" \| \| 2. \| Sebastián Cancio \| Argentina \| Villa Teresa Uruguay \| + 8" \| \| 3. \| Richard Mascarañas \| Uruguay \| Alas Rojas Uruguay \| + 14" \| \| 4. \| Daniel Fuentes \| Cuba \| Cruz del Sur Uruguay \| + 18" \| \| 5. \| Christian Clavero \| Argentina \| C.C. Maldonado Uruguay \| + 51" \| \| 6. \| Milton Wynants \| Uruguay \| Policial Uruguay \| + 1' 00" \| \| 7. \| Alén Reyes \| Uruguay \| Policial Uruguay \| + 1' 01" \| \| 8. \| Gerardo Fernández \| Argentina \| Fed. San Pablo Brasil \| + 1' 06" \| \| 9. \| Jorge Soto \| Uruguay \| Champagnat Sprinter Uruguay \| + 1' 08" \| \| 10. \| Claudio Flores \| Argentina \| Villa Teresa Uruguay \| + 1' 24" \| \| 11. \| Mariano De Fino \| Uruguay \| Con Los Mismos Colores Uruguay \| + 1' 43" \| \| 12. \| Gonzalo Tagliabue \| Uruguay \| Cruz del Sur Uruguay \| + 2' 11" \| \| 13. \| Ramiro Cabrera \| Uruguay \| Soledad Uruguay \| + 2' 13" \| \| 14. \| Ricardo Guedes \| Uruguay \| Amanecer Uruguay \| + 2' 15" \| \| 15. \| Walter Ribeiro \| Brasil \| Sundown Brasil \| + 3' 11" \| \| 16. \| Mauricio Morandi \| Brasil \| Fed. San Pablo Brasil \| + 3' 22" \| \| 17. \| Diego Fernández \| Uruguay \| Fénix Uruguay \| + 3' 52" \| \| 18. \| José Luis Miraglia \| Uruguay \| Amanecer Uruguay \| + 4' 11" \| \| 19. \| Esteban Juckich \| Uruguay \| 33 de San José Uruguay \| + 5' 07" \| \| 20. \| Francisco Chamorro \| Argentina \| Sundown Brasil \| + 5' 13" \| |                    |           |                                |             |
| 1. | Jorge Bravo        | Uruguay   | Cruz del Sur Uruguay           | 31h 38' 24" |
| 2. | Sebastián Cancio   | Argentina | Villa Teresa Uruguay           | + 8"        |
| 3. | Richard Mascarañas | Uruguay   | Alas Rojas Uruguay             | + 14"       |
| 4. | Daniel Fuentes     | Cuba      | Cruz del Sur Uruguay           | + 18"       |
| 5. | Christian Clavero  | Argentina | C.C. Maldonado Uruguay         | + 51"       |
| 6. | Milton Wynants     | Uruguay   | Policial Uruguay               | + 1' 00"    |
| 7. | Alén Reyes         | Uruguay   | Policial Uruguay               | + 1' 01"    |
| 8. | Gerardo Fernández  | Argentina | Fed. San Pablo Brasil          | + 1' 06"    |
| 9. | Jorge Soto         | Uruguay   | Champagnat Sprinter Uruguay    | + 1' 08"    |
| 10. | Claudio Flores     | Argentina | Villa Teresa Uruguay           | + 1' 24"    |
| 11. | Mariano De Fino    | Uruguay   | Con Los Mismos Colores Uruguay | + 1' 43"    |
| 12. | Gonzalo Tagliabue  | Uruguay   | Cruz del Sur Uruguay           | + 2' 11"    |
| 13. | Ramiro Cabrera     | Uruguay   | Soledad Uruguay                | + 2' 13"    |
| 14. | Ricardo Guedes     | Uruguay   | Amanecer Uruguay               | + 2' 15"    |
| 15. | Walter Ribeiro     | Brasil    | Sundown Brasil                 | + 3' 11"    |
| 16. | Mauricio Morandi   | Brasil    | Fed. San Pablo Brasil          | + 3' 22"    |
| 17. | Diego Fernández    | Uruguay   | Fénix Uruguay                  | + 3' 52"    |
| 18. | José Luis Miraglia | Uruguay   | Amanecer Uruguay               | + 4' 11"    |
| 19. | Esteban Juckich    | Uruguay   | 33 de San José Uruguay         | + 5' 07"    |
| 20. | Francisco Chamorro | Argentina | Sundown Brasil                 | + 5' 13"    |

| \| 1. \| Héctor Aguilar \| Uruguay \| Amanecer \| 19 Puntos \| \| 2. \| Jorge Soto \| Uruguay \| Champagnat Sprinter \| 7 Puntos \| \| 3. \| Francisco Chamorro \| Argentina \| Sundown \| 7 Puntos \| |                    |           |                     |           |
| 1. | Héctor Aguilar     | Uruguay   | Amanecer            | 19 Puntos |
| 2. | Jorge Soto         | Uruguay   | Champagnat Sprinter | 7 Puntos  |
| 3. | Francisco Chamorro | Argentina | Sundown             | 7 Puntos  |

| \| 1. \| Mac Donald Trindade \| Brasil \| Sundown \| 140 Puntos \| \| 2. \| Héctor Aguilar \| Uruguay \| Amanecer \| 130 Puntos \| \| 3. \| Mateo Sasso \| Uruguay \| Alas Rojas \| 80 Puntos \| |                     |         |            |            |
| 1. | Mac Donald Trindade | Brasil  | Sundown    | 140 Puntos |
| 2. | Héctor Aguilar      | Uruguay | Amanecer   | 130 Puntos |
| 3. | Mateo Sasso         | Uruguay | Alas Rojas | 80 Puntos  |

| \| 1. \| Cruz del Sur \| Uruguay \| 94h 56' 56" \| \| 2. \| Alas Rojas \| Uruguay \| + 5' 59" \| \| 3. \| Villa Teresa \| Uruguay \| + 6' 22" \| \| 4. \| Amanecer \| Uruguay \| + 8' 14" \| \| 5. \| Policial \| Uruguay \| + 8' 32" \| |              |         |             |
| 1. | Cruz del Sur | Uruguay | 94h 56' 56" |
| 2. | Alas Rojas   | Uruguay | + 5' 59"    |
| 3. | Villa Teresa | Uruguay | + 6' 22"    |
| 4. | Amanecer     | Uruguay | + 8' 14"    |
| 5. | Policial     | Uruguay | + 8' 32"    |